# Беллмонт (Аризона)
Беллмонт (англ. Bellemont) — невключена територія в окрузі Коконіно, штат Аризона, США.

## Демографія
У 2010 році на території мешкало приблизно 66 осіб (у 2000 році — 231 осіб). 
Чоловіків — 29 (44.4 %);

Жінок — 36 (55.6 %).
Медіанний вік жителів: 45.1 років;
по Аризоні: 35.6 років;
Середній розмір домогосподарства: 2.3 осіб; по Аризоні: 2.7 осіб. 

### Доходи
Середній скоригований валовий дохід в 2004 році: $53,057;
по Аризоні: $50,097.
Середня заробітна плата: $47,157;
по Аризоні: $42,146.

### Расова / етнічна приналежність (перепис 2010)
Білих — 56.

 Афроамериканців — 0.

 Індіанців — 1.

 азіатів — 3.

 Корінних жителів Гавайських островів та інших островів Тихого океану — 0.

 Інші — 0.

 Відносять себе до 2-х або більше рас — 1.

 Латиноамериканців — 140.